# Boris Chtchoukine
Pour les articles homonymes, voir Chtchoukine.
Boris Vassilievtich Chtchoukine (en russe : Бори́с Васи́льевич Щу́кин), né dans l'Empire russe, à Moscou, le 17 avril 1894 et mort dans cette ville le 7 octobre 1939, est un acteur soviétique de théâtre et cinéma, professeur d'art dramatique. L'Institut d'art dramatique Boris Chtchoukine de Moscou est nommé en son honneur en 1939.

## Biographie
En 1913, Chtchoukine entame les études en génie mécanique à l'Université technique d'État de Moscou-Bauman. Il est appelé dans l'armée en 1916 et, après quatre mois de préparation à l'école militaire supérieure Alexandre (Alexandrovskoïe) de Moscou, avec le grade de praporchtchik (en), est incorporé dans une unité de réserve basée à Saratov.
En 1920, encore sous statut militaire, il s'inscrit en cours d'art dramatique du troisième théâtre d'art de Moscou dirigé par Evgueny Vakhtangov, puis, démobilisé deux ans plus tarde, devient acteur de ce théâtre.
En septembre 1936, il est parmi les treize premières personnes dans l'histoire de l'URSS à devenir artiste du peuple de l'URSS.
L'artiste est enterré au cimetière de Novodevitchi à Moscou.

## Prix et honneurs
- Artiste du peuple de l'URSS : 1936
- ordre de Lénine : 1938
- prix Staline : 1941, à titre posthume, pour l'interprétation du rôle de Vladimir Lénine dans les films Lénine en octobre (1937) et Lénine en 1918 (1938).

## Filmographie
- 1935 : Les Aviateurs (Лётчики, Lyotchiki) de Youli Raizman : Rogatchev
- 1937 : Lénine en octobre (Ленин в октяабре) de Mikhaïl Romm : Lénine
- 1939 : Lénine en 1918 (Ленин в 1918 году) de Mikhaïl Romm : Lénine